# Cofradía de la Soledad (Camponaraya)
La Cofradía de la Soledad es una cofradía de nazarenos, que desfila en procesiones de Semana Santa. Está ubicada en el municipio de Camponaraya (El Bierzo), aunque desde su creación no ha desfilado aún en Camponaraya, sino que lo hace en Ponferrada los días de jueves, viernes y sábado santo y el domingo de resurrección, de la mano de la hermandad de Jesús Nazareno de Ponferrada. 
La cofradía actualmente está asociada con la asociación Los Barredos de Camponaraya.
Actualmente la cofradía no dispone de paso propio. La cofradía está realizando un estudio sobre la historia de la Semana Santa de Camponaraya y sobre la cofradía de la Vera Cruz, cofradía que estuvo en la antigüedad asentada en Camponaraya.

## Historia
La cofradía de la Soledad fue empezada a fundar por finales del año 2006 y principios del 2007. Desde entonces la junta de gobierno ha entablado relaciones con cofradías de Ponferrada y de Cacabelos. El año 2010 realizó su primera salida procesional de la mano de la Hermandad de Jesús Nazareno en Ponferrada.

## Traje
Actualmente la cofradía viste de blanco en la túnica y de verde en el pucho y la capa, con un fajín amarillo. Sobre el pucho lleva el emblema de la cofradía. El domingo de resurrección procesiona sin el pucho.

## Procesiones
Actualmente la cofradía procesiona los días jueves, viernes y sábado Santos y el domingo de Resurrección. La cofradía desfila en Ponferrada invitada por la Hermandad de Jesús Nazareno de Ponferrada. Para el año 2011 la cofradía está pensando el realizar tres nuevas procesiones en Camponaraya entre ellas la que sería su procesión principal, la procesión de la Virgen de la Soledad, otra en la tarde del domingo de Ramos, en la que se intentara invitar a todas las cofradías del Bierzo, y otra en la noche del Jueves al Viernes Santo.
Además, la cofradía esta en contacto con la asociación los barredos de Camponaraya para la organización de una ronda por los principales monumentos del pueblo, así como la recitación de poemas dedicados a Nuestra Señora de la Soledad y a la Semana Santa.

## Complementos para la procesión
La cofradía lleva unas cruces de unos 170 cm en color marrón.

## Junta de gobierno
La actual abadesa de la cofradía es Dña Coral Blanco y el abad de honor es D. Javier Arias (es abad honorario por ser el cofrade fundador de la cofradía). La junta de gobierno además la componen una vice-abadesa Rebeca Blanco, una secretaria, un tesorero y un seise.

## Curiosidades
La cofradía actualmente no procesiona en Camponaraya, su municipio de origen, sino que lo hace en Ponferrada, la capital del Bierzo.